# 雅各·伯爾特
雅各·珀尔特尔（德語：Jakob Pöltl，或拼寫為「Jakob Poeltl」；1995年10月15日—），出生於奧地利首都維也納，現役奧地利職業籃球運動員，目前效力於NBA聯盟的多倫多暴龍，場上位置為中鋒。
雅各·珀尔特尔於2014年進入猶他大學，曾代表猶他大學猶特人隊參加比賽。2015–16賽季榮獲皮特·紐維爾最佳內線球員以及卡里姆·阿布都-賈霸獎（即全美最佳中鋒獎）、當選Pac−12年度最佳籃球員並入選體育新聞全美最佳陣容一隊；賽季結束後，珀尔特尔宣布參加2016年NBA選秀，於首輪第九順位為多倫多暴龍選中，職業生涯先後效力於暴龍和聖安東尼奧馬刺。

## 早年生涯
伯爾特出生於奧地利的首都維也納。他的父母都曾是奧地利國家排球隊的成員。因為他童年時在維也納的家附近有一個青少年籃球比賽，因此他走上了籃球之路。他在2013–14賽季為奧地利聯賽的特萊斯基辛雄獅效力了一年。

## 職業生涯數據

### NBA例行賽數據統計
| 2016–17  | TOR      | 54  | 4 | 11.6 | 58.3 | -    | 54.4 | 3.1 | 0.2 | 0.3 | 0.4 | 0.5 | 2.1 | 3.1 |
| 2017–18  | TOR      | 82  | 0 | 18.6 | 65.9 | 50.0 | 59.4 | 4.8 | 0.7 | 0.5 | 1.2 | 1.0 | 2.6 | 6.9 |
| 职业生涯 | 职业生涯 | 136 | 4 | 15.8 | 64.1 | 50.0 | 57.6 | 4.1 | 0.5 | 0.4 | 0.9 | 0.8 | 2.2 | 5.4 |

### NBA季後賽數據統計
| 2017     | TOR      | 6  | 0 | 4.3  | 45.5 | -   | 0.0  | 2.0 | 0.0 | 0.2 | 0.2 | 0.0 | 0.5 | 1.7 |
| 2018     | TOR      | 9  | 0 | 15.6 | 54.8 | 0.0 | 78.9 | 4.0 | 0.7 | 0.3 | 0.4 | 0.9 | 2.8 | 5.4 |
| 职业生涯 | 职业生涯 | 15 | 0 | 11.1 | 52.4 | 0.0 | 71.4 | 3.2 | 0.4 | 0.3 | 0.3 | 0.5 | 1.9 | 3.9 |

## 外部連結
- 雅各·伯爾特在fiba.basketball（英语）
- 雅各·伯爾特在archive.fiba.com（archived）（英语）
- 雅各·伯爾特在NBA（英语）
- 雅各·伯爾特在Basketball-Reference.com（NBA）（英语）
- 雅各·伯爾特在Basketball-Reference.com（NBA G聯盟）（英语）
- 雅各·伯爾特在Sports-Reference.com（NCAA）（英语）
- 雅各·伯爾特在ESPN（NBA）（英语）
- 雅各·伯爾特在Eurobasket.com（球員）（英语）
- 雅各·伯爾特在RealGM（英语）
- 雅各·伯爾特在Proballers（英语）
- Utah Utes bio （页面存档备份，存于）